# Woody Wright
Woody Wright (* 10. Oktober 1957, Tennessee) ist ein US-amerikanischer Sänger und Komponist des Southern Gospel und der Countrymusik.
Woody Wright begann seine Gesangsausbildung im örtlichen Kirchenchor und gründete während seiner Highschoolzeit gemeinsam mit Mitschülern eine Band. In den Folgejahren war er zeitweise Mitglied unterschiedlicher Projekte, daneben auch häufig als Backgroundsänger und Chormitglied bei Plattenproduktionen bekannter Interpreten tätig. Unter anderem arbeitete er mit Michael English, Bill Gaither, Gary Prim, Chonda Pierce und Jeff & Sheri Easter zusammen. Im Jahr 2009 veröffentlichte er als Mitglied des Porchlight Trios zwei Bluegrass-Alben, während er jedoch schon in den Vorjahren gemeinsam mit Mike Sykes und David Ponder auftrat. Seit Ende 2001 ist er Teil der Gaither Homecoming Concerts von Bill Gaither, deren Aufzeichnungen landesweit übertragen und verkauft werden. Er unterstützt die Entwicklungshilfeorganisation Food for the Hungry.